# Regionalwahl in Molise 2006
Die Regionalwahl in Molise 2006 fand am 5. November statt; der Regionalrat und der Präsident der Region Molise wurden gleichzeitig gewählt.

## Wahlergebnis
| Kandidaten                                   | Kandidaten                  | Stimmen | %    | Listen                               | Stimmen | %    | Mandate |
| -------------------------------------------- | --------------------------- | ------- | ---- | ------------------------------------ | ------- | ---- | ------- |
|                                              | Angelo Michele Ioriogewählt | 112.152 | 54,1 | Forza Italia                         | 39.627  | 19,8 | 5       |
| Unione dei Democratici Cristiani e di Centro | Angelo Michele Ioriogewählt | 112.152 | 54,1 | 19.940                               | 10,0    | 2    |         |
| Alleanza Nazionale                           | Angelo Michele Ioriogewählt | 112.152 | 54,1 | 18.071                               | 9,1     | 2    |         |
| Democrazia Cristiana per le Autonomie        | Angelo Michele Ioriogewählt | 112.152 | 54,1 | 10.064                               | 5,0     | 1    |         |
| Progetto Molise                              | Angelo Michele Ioriogewählt | 112.152 | 54,1 | 9.681                                | 4,8     | 1    |         |
| Molise Civile                                | Angelo Michele Ioriogewählt | 112.152 | 54,1 | 7.495                                | 3,8     | 1    |         |
| Partito Pensionati                           | Angelo Michele Ioriogewählt | 112.152 | 54,1 | 460                                  | 0,2     | –    |         |
| Alternativa per il Molise                    | Angelo Michele Ioriogewählt | 112.152 | 54,1 | 350                                  | 0,2     | –    |         |
| Mandate der Listengruppe                     | Angelo Michele Ioriogewählt | 112.152 | 54,1 | –                                    | –       | 6    |         |
| ↳ Gesamt                                     | Angelo Michele Ioriogewählt | 112.152 | 54,1 | 105.688                              | 52,9    | 18   |         |
|                                              | Roberto Ruta                | 95.010  | 45,9 | Democrazia è Libertà – La Margherita | 24.810  | 12,4 | 3       |
| Democratici di Sinistra                      | Roberto Ruta                | 95.010  | 45,9 | 21.767                               | 10,9    | 3    |         |
| Italia dei Valori                            | Roberto Ruta                | 95.010  | 45,9 | 17.503                               | 8,8     | 2    |         |
| Popolari UDEUR                               | Roberto Ruta                | 95.010  | 45,9 | 10.883                               | 5,5     | 1    |         |
| Socialisti Democratici Italiani              | Roberto Ruta                | 95.010  | 45,9 | 6.415                                | 3,2     | 1    |         |
| Partito dei Comunisti Italiani               | Roberto Ruta                | 95.010  | 45,9 | 4.451                                | 2,2     | 1    |         |
| Partito della Rifondazione Comunista         | Roberto Ruta                | 95.010  | 45,9 | 4.432                                | 2,2     | –    |         |
| Federazione dei Verdi                        | Roberto Ruta                | 95.010  | 45,9 | 3.705                                | 1,9     | –    |         |
| Nicht gewählte Direktkandidat                | Roberto Ruta                | 95.010  | 45,9 | –                                    | –       | 1    |         |
| ↳ Gesamt                                     | Roberto Ruta                | 95.010  | 45,9 | 93.966                               | 47,1    | 12   |         |
| Gesamt                                       | Gesamt                      | 207.162 | 100  |                                      | 199.654 | 100  | 30      |